# ديفيد هاريسون
ديفيد هاريسون (بالإنجليزية: David Harrison)‏ (1 يناير 1898 بإنجلترا في المملكة المتحدة - ) هو مدرب كرة قدم ولاعب كرة قدم بريطاني (وحمل سابقاً جنسية المملكة المتحدة لبريطانيا العظمى وأيرلندا) في مركز الوسط. لعب مع أولمبيك مارسيليا ونادي سيت.

## وصلات خارجية
- ديفيد هاريسون على موقع قاعدة بيانات كرة القدم.إي يو (الإنجليزية)